# 菲利普·马利瓦尔
菲利普·马利瓦尔（法語：Philippe Malivoire，1942年8月7日—2013年5月10日），法国男子赛艇运动员。他曾代表法国参加世界赛艇锦标赛，获得一枚银牌。他也曾参加1964年夏季奥林匹克运动会。